# 2-га Бастіонна вулиця (Севастополь)
2-а Бастіонна вулиця — вулиця в Нахімовському районі Севастополя між Малаховим курганом і Кілен-балкою. Перетинається з вулицею Істоміна. До вулиці прилучаються вулиці Полтавська, Адмірала Макарова, Одинцова, Хрульова. Вперше назва вулиці з'являється в списках в 1927 році.
Уздовж вулиці проходить меморіальна стінка, зведена там, де в 1854—1855 роки була оборонна лінія.